# Adolphe Sibert
Pour les articles homonymes, voir Sibert.
Répertoire
Musique légère, opérettes, valses viennoises
Adolphe Sibert (Vienne, 27 juin 1899 - 10 novembre 1991) est chef d'orchestre et producteur radiophonique.

## Biographie
Premier prix de violon dès ses 15 ans, il effectue des études d'harmonie et de contrepoint, et de direction d'orchestre avec Clemens Krauss et Wilhelm Furtwängler.
À Vienne, il est en relation avec les écrivains Thomas Mann et Arthur Schnitzler et a pour amis les compositeurs Franz Lehár, Emmerich Kálmán et Richard Strauss.
À 24 ans, il est le chef de la radio de Vienne. Sibert a vécu à Vienne jusqu'en 1938. Il était réputé être un infatigable travailleur. Il était féru d'opérettes viennoises et de valses autrichiennes. L'essentiel de sa discographie concerne ce type de musique légère.
Après guerre, comme chef d'orchestre, il a dirigé son propre orchestre dans les années 1950, puis conduit l'Orchestre Radio Lyrique de la radiodiffusion française, l'ORTF, de 1963 à 1975.
En tant que producteur à la radio, il a travaillé pendant 25 ans pour France Musique. Il a animé des émissions régulières sur France-Musique, intitulées « Du Danube à la Seine », une demi-heure jusqu'à 20 heures en semaine, au cours des années 1970 ; puis « Concert Promenade », jusqu'en 1991, présentées alors le dimanche matin, de 6 à 8 heures par Jacqueline Dufranne. L'émission prenait pour indicatif « Un café viennois» du compositeur Robert Stolz. Elle fut relayée quelques années par sa fille, Anna Sibert.

## Enregistrements
- Musiques viennoises (vol. 1) : La veuve joyeuse (Studio SM 12 21.60)
- Musiques viennoises (vol. 2) : Opérettes viennoises (Studio SM 12 22.22)
- Musiques viennoises (vol. 3), A. Sibert en concert : J. Strauss, Lehár, Hellmesberger - Orchestre Lyrique de l'ORTF (enregistrements publiques de 1967 à 1975 de l'INA, Studio SM 12 22.62).
- Johann Strauss, Le Baron tzigane - Claudine Collard et Lina Dachary, sopranos ; Janine Capderou, contralto ; Michel Caron et Michel Hamel, ténors ; Henri Bedex ; Aimé Doniat, baryton - Orchestre Lyrique de l'ORTF, Dir. Adolphe Sibert (CD Intégrale)
- Franz Lehár, Pages choisies - Orchestre Lyrique de l'ORTF, Dir. Adolphe Sibert (enregistré entre 1966 et 1971, Naxos "Historical" 8.111010)

## Lien contextuel
- Musique légère

## Sources
- Radio France
- France Musique
- Musique et Memoria
- Göran Forsling, Musicweb international